# 임항준
임항준(1919년 ~ 2008년 2월 29일)은 대한민국의 대법관을 역임한 법조인이다.

## 생애
1919년에 태어나 1943년 9월 경성법학전문학교를 졸업하고 1946년 3월 미군정청에서 시행한 사법요원 시험에 합격해 1954년 10월 서울지방법원 판사에 임명되었다. 이승만 정부에서 성수동 살인사건을 심리하여 무죄판결을 내렸다. 1961년부터 1967년까지 전주,대구,서울지방법원장을 거쳐 1969년 9월 대구고등법원장에 임명되었으며 1971년에 대구고등법원 동료 법관들과 함께 법관 정풍운동을 벌였고 1973년 3월에 대법원 판사에 임명되었다. 김재규에 대해 내란목적 살인이 아니라 단순 살인이라며 소수의견을 냈다가 신군부로부터 사표 압력을 받아서 사표를 제출한 다음날 수리되었다. 캐나다로 이주하여 2008년 2월 29일에 사망하였다.